# Rezerwat przyrody Kłodne nad Dunajcem
Rezerwat przyrody Kłodne nad Dunajcem – leśny rezerwat przyrody znajdujący się w przysiółku Kłodne należącym do miejscowości Tylmanowa w gminie Ochotnica Dolna, w powiecie nowotarskim, w województwie małopolskim. Utworzony został w 1964 i ma powierzchnię 89,24 ha (według aktu powołującego 79,51 ha). Znajduje się w Paśmie Radziejowej Beskidu Sądeckiego. Leży na gruntach Skarbu Państwa w zarządzie Nadleśnictwa Krościenko.
Wchodzi w skład Popradzkiego Parku Krajobrazowego oraz obszaru siedliskowego sieci Natura 2000 „Ostoja Popradzka” PLH120019.
Celem ochrony w rezerwacie jest zachowanie ze względów naukowych, dydaktycznych i turystycznych naturalnego fragmentu buczyny karpackiej w przełomie Dunajca przez Beskid Sądecki.
Rezerwat znajduje się na dzikim, bardzo stromym i trudno dostępnym prawym zboczu doliny Dunajca, który tworzy w tym miejscu zakole zwane Przełomem Tylmanowskim. Dodatkowo zbocze to przecięte jest głęboką kotliną uchodzącego do Dunajca potoku nazywanego Potokiem Lewa Ręka lub Potokiem po Lewej Ręce. Rezerwat zajmuje dolne partie wylotu tego potoku; po wschodniej stronie są to stoki Wyśniej Góry, po zachodniej Kotlin. Z powodu właśnie trudnego dostępu i bardzo stromych zboczy zachował się tutaj las, podczas gdy tereny Kłodnego po drugiej stronie Dunajca, znajdujące się już na obszarze Gorców, zostały zamienione na pola uprawne i łąki, a ostatnio stopniowo są zabudowywane. Jesienią liście buków na całym zboczu przebarwiają się stopniowo na żółty, a potem ciemnoczerwony kolor. Jest to tzw. buczyna kwaśna, dominującym i niemal jedynym gatunkiem drzew tu rosnących jest buk zwyczajny z bardzo ubogą warstwą podszytu.
Obszar rezerwatu jest trudno dostępny, doskonale jednak widoczny jest z drogi Nowy Sącz – Krościenko. Rozpoznać można go po stojącym tuż przy Dunajcu drewnianym domku robotników leśnych. W rejonie rezerwatu, jak podaje Jan Długosz, niegdyś poszukiwano złota.
Z rzadkich w Polsce gatunków roślin w rezerwacie rośnie wiechlina styryjska, poza tym stanowiskiem występująca w Polsce tylko w Pieninach.